# OFFTA
 (décembre 2023).
Le OFFTA est un festival d'arts vivants annuel ayant lieu à Montréal. Il se déroule depuis 2007 en marge du Festival TransAmériques (FTA) de Montréal et explore les facettes émergentes, pluridisciplinaires des pratiques en arts vivants.  
En 2014, Vincent de Repentigny rejoint Jasmine Catudal à la codirection artistique du OFFTA. Ils confondent l'année suivante l'incubateur LA SERRE — Arts Vivants, auquel le OFFTA est intégré, une structure plus large qui offre un soutien aux artistes émergents par des offres de résidences artistiques, des ateliers de recherches, ainsi que la production d’évènements pour la relève. En 2019, Jasmine Catudal quitte la codirection de LA SERRE — Arts Vivants et du OFFTA pour prendre la direction artistique du Théâtre de la Ville (Longueuil).  

## Historique
Manifestation artistique annuelle créée aux abords du Festival TransAmériques (FTA) à Montréal, le OFFTA est un festival voué à la jeune création d’avant-garde en arts vivants. Il a pour mission de défricher, tout au long de l’année, le paysage artistique local afin de mettre de l’avant des créateurs dont la démarche guide les nouveaux courants en théâtre, danse et performance. Le OFFTA fonde son identité sur une direction artistique favorisant les démarches fortes et singulières, les pratiques émergentes et l’expérimentation.
À la disparition du Festival international de nouvelle danse (FIND) en 2003 et du volet Nouvelle Scène du Festival de Théâtre des Amériques, une grande partie de la communauté artistique se retrouve sans tribune; l’idée du OFFTA émerge.
C’est avec vision et détermination que cinq jeunes artisans du théâtre (Jasmine Catudal, Stephanie Capistran-Lalonde, Johanne Haberlin, Emmanuelle Kirouac-Sanche et Jacques Laroche) organisent la toute première édition. Du 23 mai au 7 juin 2007, sept pièces de théâtre sont présentées dans cinq espaces de diffusion distincts. Les appuis divers et les nombreuses réactions positives confirment la juste place d’un «OFF» dans le paysage culturel montréalais.
À compter de l’édition suivante, le comité artistique du festival devient pluridisciplinaire en intégrant des membres provenant des milieux de la danse, des arts visuels et des nouvelles pratiques. Les nombreux projets déposés et l’appui indéniable des médias permettent à l’événement de se démarquer auprès du public ainsi que du milieu artistique et prouve le caractère essentiel de l’événement. Le OFFTA s’établit aussi rapidement comme une vitrine incontournable pour la diffusion nationale et internationale des artistes d’ici. Un nombre exceptionnel d’artistes ont présenté leur travail au cours des différentes éditions, nommons entre autres Mani Soleymanlou, Félix-Antoine Boutin, Philippe Boutin, Maxime Carbonneau, Sarah Berthiaume, L’eau du bain, Jacob Wren, Jacques Poulin-Denis, Adam Kinner, Mélanie Demers, Étienne Lepage, Frédérick Gravel, Nicolas Cantin, Emmanuel Schwartz, Sylvie Cotton, Productions Porte-Parole et Nadège Grebmeier Forget.
Encore et toujours, le OFFTA aspire à un décloisonnement des pratiques artistiques contemporaines et de leur public respectif. Dans cette vision de rencontre disciplinaire, le OFFTA diffuse et produit des événements métissés, qui bousculent les pratiques établies des arts vivants et questionnent les modes de représentation, tout en favorisant la participation, le dialogue et la coopération.
Le OFFTA est une plateforme structurante en création, en production et en diffusion, qui épaule la jeune création montréalaise. Le festival offre des résidences de recherche et création ainsi qu’un accompagnement dramaturgique à plusieurs projets sélectionnés. Il donne accès à des moyens de production et de communications professionnels à l’ensemble des artistes de la programmation et s’offre comme premier lien structurant entre les jeunes artistes et les diffuseurs nationaux et internationaux présents à Montréal à ce moment de l’année. À travers ces leviers, le festival OFFTA aspire à être un amplificateur des voix les plus fortes de sa génération.

## Prix et nominations

### 2011
Le Cochon lumineux décerné par Carte Prem1ère en juin 2011 remis à une personne ou organisation ayant inspiré la communauté théâtrale.
Prix de la relève décerné par le Conseil des arts de Montréal et la Caisse de la Culture

### 2015
Nomination au 31e Grand prix du Conseil des arts de Montréal